# Tirso (botânica)

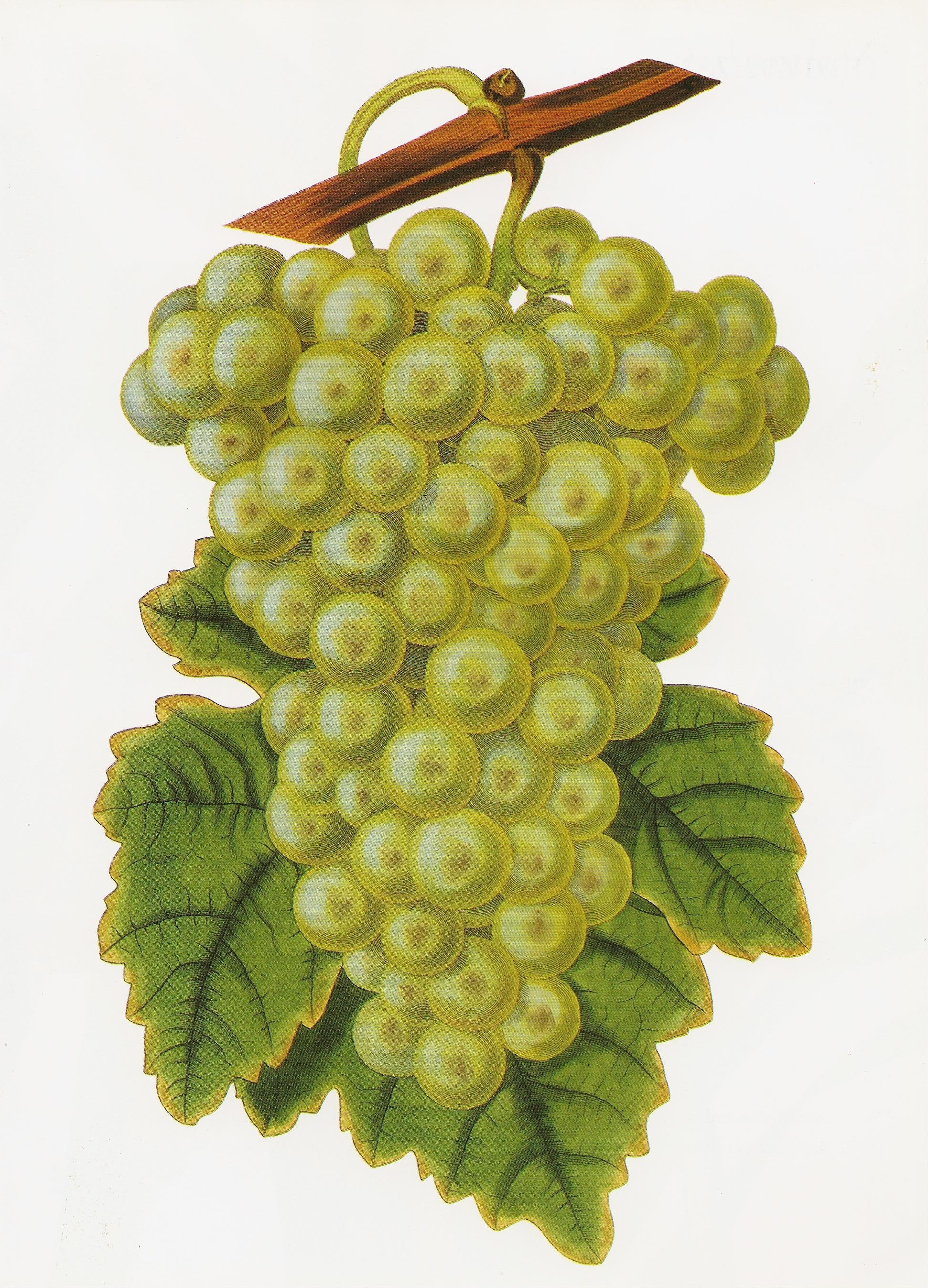
Um exemplo de tirso: um cacho de uvas.

Tirso (do latim: thyrsus), por vezes rácimo de cimeiras, é a designação dada em morfologia vegetal a um tipo de inflorescência composta caracterizado por número indefinido de ramificações laterais de primeira e sucessivas ordens, cada uma delas rematadas por uma flor, e cujos ápices não superam o comprimento do eixo de ordem superior.
O tipo mais comum tem crescimento indeterminado (racemoso) no eixo principal e crescimento determinado nos eixos secundários (ramificações).
Estas inflorescências são compactas, com o eixo principal indeterminado, os secundários, determinados ou não (quando são cimeiras), são longos inferiormente tornando-se rapidamente curtos em direcção ao ápice o que confere à estruturas uma forma de losango.
As inflorescências deste tipo são por vezes designadas por tirsoides, ou seja «semelhantes a tirsos».

## Tipos de tirso
Um tirso pode ser decomposto em várias ramificações cimosas inserida num eixo principal racemoso (ver os diagramas abaixo). As flores terminais nem sempre estão presentes.

Tirso com cimeiras em dicásio.
Tirso com cimeiras em cíncino (cimeiras uníparas escorpióide com os ramos sucessivos em planos diferentes).
Tirso com cimeiras em duplo cíncino.

Se as inflorescências parciais cimosas são, por sua vez, substituídas por tirsos, analogamente às panículas compostas os tirsos são considerados tirsos especiais compostos. As estruturas obtidas podem ser duplos monopódios, duplos tirsos e pleiotirsos. Analogamente, uma distinção é feita quanto às formas homocládicas ou heterocládicas, sendo que os tirsos simples são sempre homocládicos.

Tirso homocládico com redução apical.
Tirso heterocládico.
Tirso heterocládico disjunto.
Pleiotirso.

## Galeria

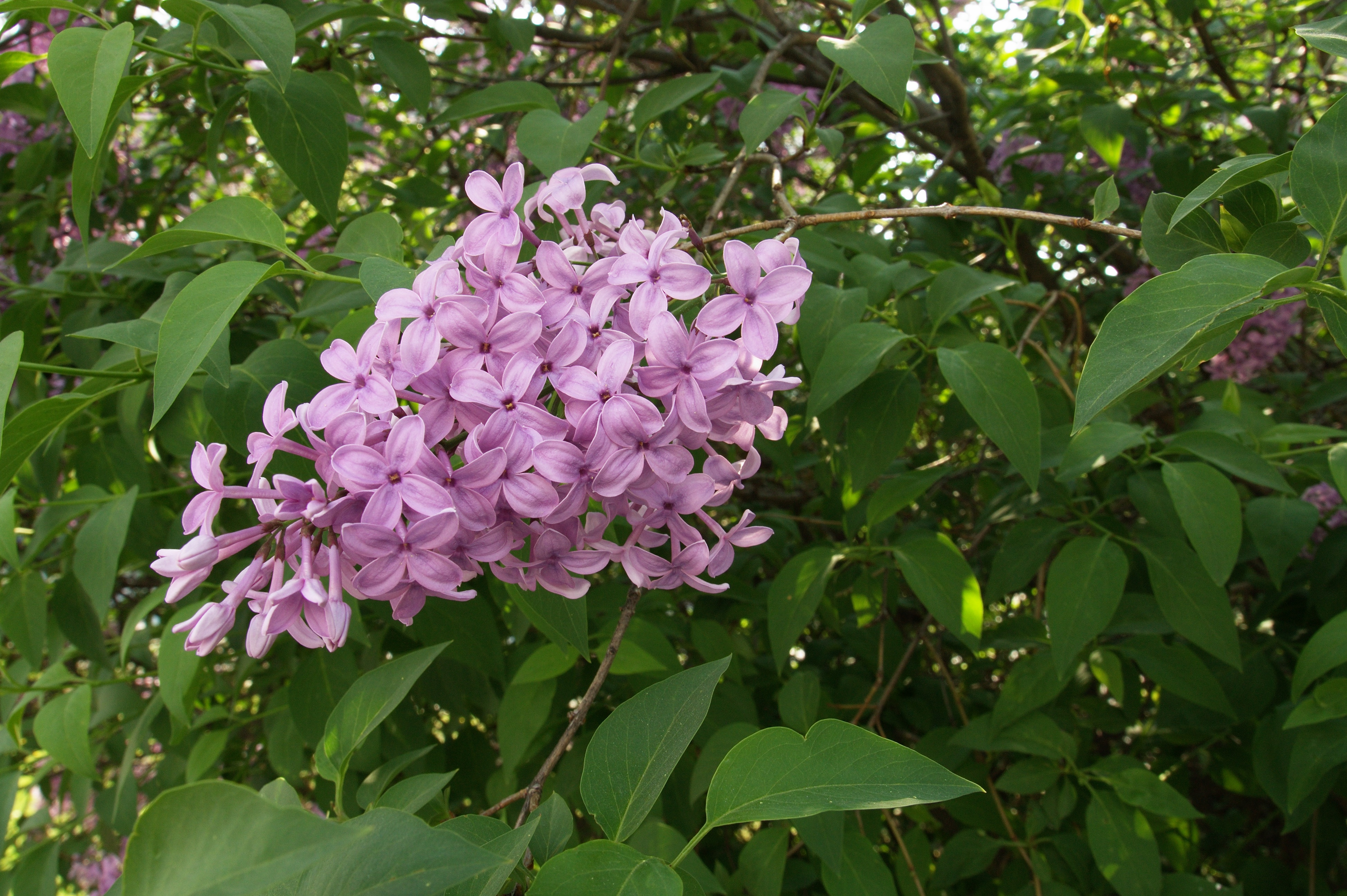
Inflorescência de Syringa.
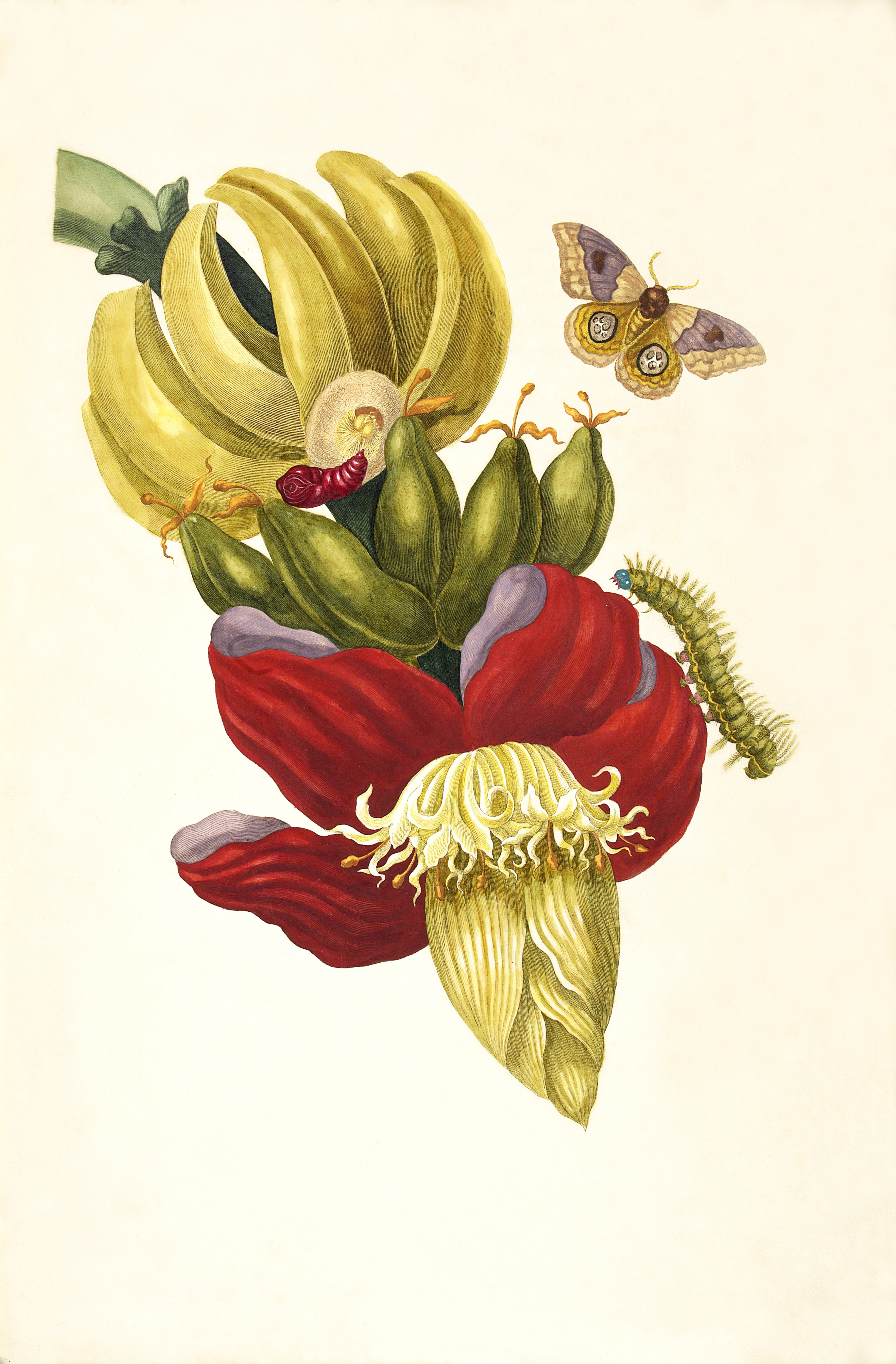
Tirso de uma bananeira em que os ramos laterais são grupos de bananas.
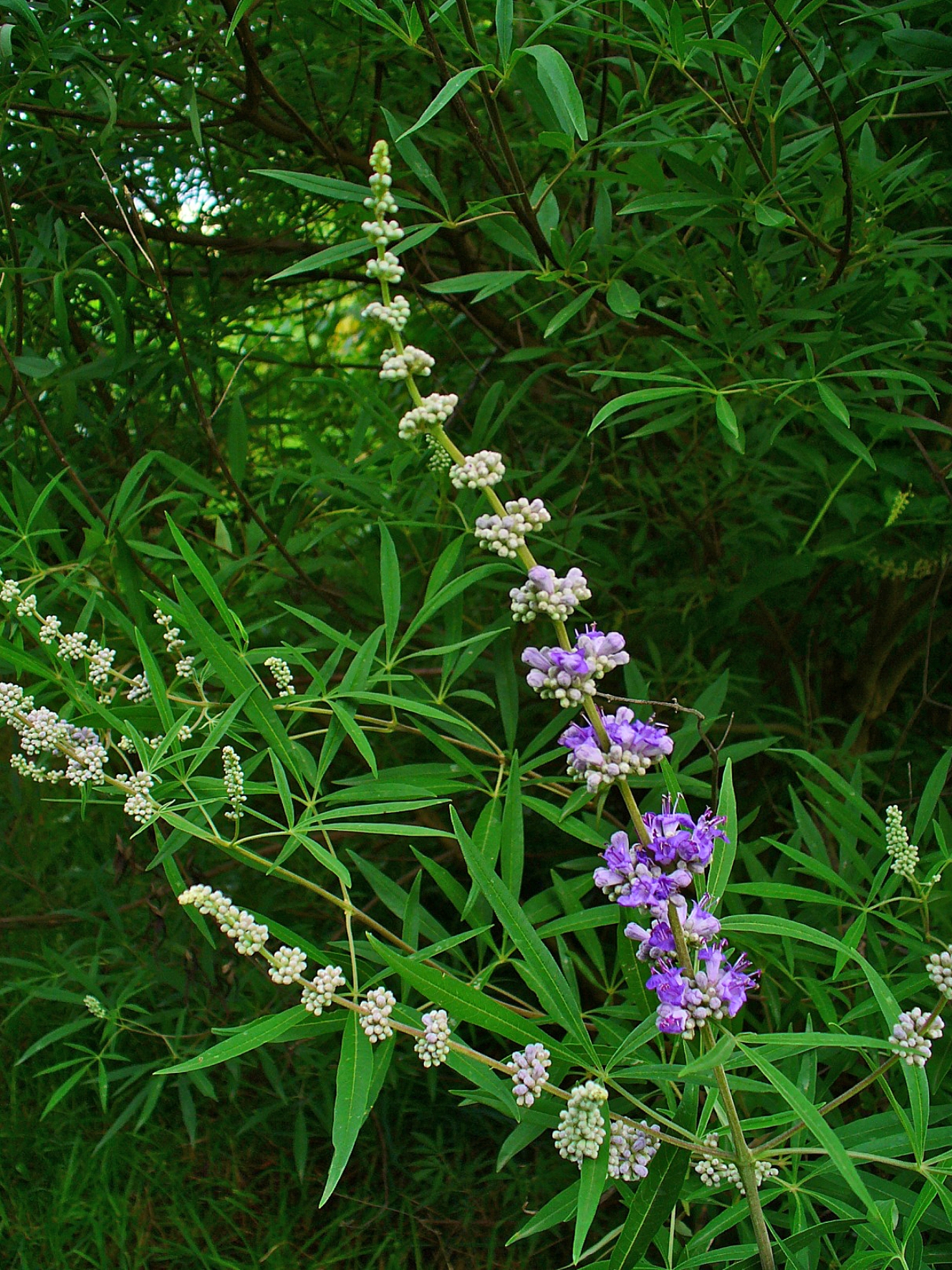
A inflorescência de Vitex agnus-castus, cada um dos quais é um tirso.